# Bašovce
Bašovce je naseljeno mjesto u okrugu Piešťany u Trnavskom kraju u Slovačkoj.

## Stanovništvo
| Godina:     | 1993. | 2003.   | 2013. | 2023.   |
| ----------- | ----- | ------- | ----- | ------- |
| Broj ljudi: | 367   | 353     | 353   | 331     |
| Razlika:    |       | -3,81 % | +0 %  | -6,23 % |

| Godina:     | 2022. | 2023.   |
| ----------- | ----- | ------- |
| Broj ljudi: | 332   | 331     |
| Razlika:    |       | -0,30 % |

Prema podacima o broju stanovnika iz 2022. godine naselje je imalo 332 stanovnika.

## Vanjske poveznice
|  | Zajednički poslužitelj ima još gradiva o temi Bašovce |

- Službena stranica naselja (sl.)
- Krajevi i okruzi u Slovačkoj  Arhivirana inačica izvorne stranice od 2. svibnja 2024. (Wayback Machine) (sl.)